# Confrontos entre Boca e River de Sergipe no futebol
Boca Júnior x River Plate-SE, Boca-River ou El Clásico Argentino foi o maior clássico genérico argentino de futebol do estado de Sergipe. Juntos conquistaram 4 títulos estaduais da Série A2.

## Históricos do Clássico
O modesto Estádio Francão, da cidade de Estância, distante 68 quilômetros de Aracaju, completou 30 anos de existência. Como celebração da data, vai recebeu o genérico de um dos maiores clássicos do futebol mundial. Boca e River desfilarão pelo gramado uma rivalidade antiga e bastante tradicional - não em Sergipe, obviamente. Os dois maiores clubes da Argentina, antagonistas há quase 82 anos, ganharam versões em solo sergipano. E, após seis anos de espera, o futebol brasileiro verá o duelo pela primeira vez.
O Boca Júnior (com grafia diferente do original Boca Juniors) nasceu primeiro. É do município de Estância e deu seus passos iniciais como escolinha de futebol, tornando-se time profissional apenas em 2004. O River Plate-SE veio três anos depois com a mudança de nome, anteriormente chamava-se Sociedade Esportiva São Cristóvão. É da cidade de Carmópolis e foi criado para rivalizar com a equipe azul e amarela. O jogo foi válido pela quinta rodada do Campeonato Sergipano da primeira divisão.
A rivalidade entre Boca e River é histórica na Argentina, mas em Sergipe os clubes nasceram através de uma forte amizade entre os respectivos fundadores. O mais novo é o Boca Júnior, que tem 20 anos de existência. O clube foi fundado por um grupo de fãs do futebol argentino. Um deles, Gilson Behar, é o atual presidente. O Boca usa o mesmo nome e as cores do uniforme do hermano argentino, mas o símbolo é diferente. Segundo o mandatário, houve uma orientação por parte da CBF em relação ao escudo, para evitar problemas de registro.
Sonho de Riquelme
A paixão é tão grande que ele resolveu dar ao filho o nome de Riquelme, um dos maiores ídolos da Bombonera. Riquelme Miguel da Silva Santos tem 9 anos e sonha ser jogador de futebol.
“- Acompanhávamos muito o futebol argentino e sempre admiramos o Boca Juniors. A festa que aquela torcida faz na Bombonera é simplesmente incrível. É um clube de uma mística muito grande, que tem vários ídolos. Entre eles o próprio Riquelme e o Maradona. Quando criamos o time, resolvemos fazer essa homenagem e batizá-lo de Boca Júnior. Era uma forma também de dar uma movimentada no nosso futebol, que andava meio parado. Achei que teríamos mais visibilidade da mídia nacional com esse nome - disse Behar.”
O que ele não sabia era que, anos depois, ganharia um rival River Plate, criado pelo amigo Beto Caju, músico e compositor de grandes hits do forró na região nordeste. Os dois empresariavam jogadores. Caju queria fundar um time, e acabou por se candidatar presidente do São Cristóvão, time de Carmópolis fundado em 1967. Ao assumir o cargo, teve a ideia de mudar o nome do clube.
“- São Cristóvão já era o nome de um outro clube, da cidade de São Cristóvão. Não queria repetir e pensei em mudar o nome da equipe. Coloquei a proposta em votação e ela foi aprovada. Como já existia o Boca do meu amigo Behar, resolvi criar o rival River Plate. Quando disse ao Behar que criei o River ele vibrou e disse: "Coisa de cinema, ideia fantástica" - lembrou Beto Caju.”
O River Plate nasceu inspirado no primo rico argentino e para chamar a atenção da grande mídia. Mas o nome bem que poderia ter sido uma homenagem a uma beleza natural da cidade. O famoso Rio Prata, que passa por Carmópolis, é uma das coincidências encontradas na relação entre o município petroleiro e o time. Outra coincidência entre os xarás porteño e sergipano é o próprio petróleo.
“- Carmópolis é um dos maiores produtores de petróleo de Sergipe. Aqui temos sede da Petrobras. Por isso montei um projeto para tentar um patrocínio da Petrobras local para o nosso River, para que tivéssemos estampada em nossa camisa a mesma patrocinadora do River Plate argentino, que também é a Petrobras. Mas depois saí do clube e a ideia acabou não vingando - disse Caju.”
Sem tempo para continuar no futebol, Beto Caju deixou o River Plate nas mãos de Fernando França, ex-dirigente do Confiança e marido da prefeita de Carmópolis, Esmeralda Silva Cruz. O dirigente, falecido em 2011, foi um dos responsáveis pelo sucesso do clube no cenário local.
No plano de crescimento do clube, constou uma visita ao River original. A diretoria foi até a Argentina para conhecer de perto a história do time tradicional no futebol Sul-Americano. Os dirigentes visitaram o Monumental de Núñez, estádio dos hermanos, tiveram contato com a diretoria e ainda voltaram para Sergipe com camisas oficiais do time.
"- Meus pais trouxeram essas camisas para que o nosso fabricante produzisse o uniforme igual ao original. Antigamente a nossa camisa era toda vermelha. Depois fizemos os uniformes iguaizinhos, a camisa branca com a listra vermelha e a preta com listra vermelha - disse Hyago Cruz, filho dos patronos do time e atual membro da diretoria."
Os dirigentes sergipanos também tentaram uma parceria com os cartolas argentinos, o que acabou não acontecendo. Já a diretoria do Boca Júnior não chegou a ter contato com o time do bairro La Boca, mas não descarta a possibilidade.
"- Primeiro temos que montar um projeto. É complicado chegar assim, do nada, e propor alguma parceria para eles. Vamos nos organizar e fazer esse contato, mas não tenho previsão para isso ainda - disse Behar."
A dobradinha entre sergipanos e porteños poderia deixar essa história ainda mais interessante. O grande objetivo dos rivais Boca e River eram conquistar no Nordeste brasileiro popularidade ao menos parecida com a dos originais. Em 2013, o River Plate encerrou suas atividades dando fim a rivalidade.

## Confrontos
Não se tem dados concretos dos clássicos realizados entre 1967-1970.

### Anos 2000
| Data                  | Torneio   | Estádio         | Público | Casa        | Visitante   | Placar | Gols (casa) | Gols (visitante) |
| --------------------- | --------- | --------------- | ------- | ----------- | ----------- | ------ | ----------- | ---------------- |
| 21 de agosto de 2004  | Série A2  | Fernando França |         | River Plate | Boca Júnior | 0–2    |             |                  |
| 5 de setembro de 2004 | Série A2  | Geraldão        |         | Boca Júnior | River Plate | 1–1    |             |                  |
| 6 de março de 2013    | Sergipano | Francão         |         | Boca Júnior | River Plate | 1–1    |             |                  |
| 20 de abril de 2013   | Sergipano | Francão         |         | River Plate | Boca Júnior | 2–1    |             |                  |

## Títulos

### Quadro comparativo
Atualizado até 2019.
| Competição                    | Boca Júnior | River Plate-SE |
| ----------------------------- | ----------- | -------------- |
| Campeonato Sergipano          | 0           | 2              |
| Sergipano Feminino            | 1           | 0              |
| Campeonato Sergipano Série A2 | 3           | 1              |
| Copa Governador               | 0           | 0              |
| Taça Cidade de Aracaju        | 0           | 1              |
| Taça Estado de Sergipe        | 0           | 0              |
| Torneio Início                | 0           | 1              |
| Total                         | 4           | 5              |